# Israël op het Eurovisiesongfestival 1992
Israël deed mee aan het Eurovisiesongfestival 1992 met het lied "Ze Rak Sport" gezongen door Dafna Dekel. De zangeres eindigde in het Zweedse Malmö op de zesde plaats met 85 punten.

## Kdam Eurovision 1992
De Israëlische zender IBA hield onder de gebruikelijke naam Kdam een nationale finale om de Israëlische inzending voor het Eurovisiesongfestival 1992 aan te wijzen. Kdam vond plaats in de IBA TV Studios in Jeruzalem, de show werd gepresenteerd door Roni Yoval en Noam Aviram. Er deden 12 artiesten mee en de winnaar werd gekozen door 8 regionale jury's.
| Startplaats | Artiest        | Lied                       | Punten | Plaats |
| ----------- | -------------- | -------------------------- | ------ | ------ |
| 1           | Lea Lupatin    | "Hayu Li Chalomot"         | 35     | 5      |
| 2           | Uri Fineman    | "Ha'or"                    | 33     | 7      |
| 3           | Avi Dor        | "Tweedledidi Tweedledidam" | 20     | 10     |
| 4           | Zehava Ben     | "Daf Chadash"              | 3      | 12     |
| 5           | Ronen Bahunker | "Yerushalem"               | 59     | 3      |
| 6           | Anat Atzmon    | "Hatikva"                  | 60     | 2      |
| 7           | Dafna Dekel    | "Ze Rak Sport"             | 61     | 1      |
| 8           | Itzik Ben-Ari  | "Nagni Harmonica"          | 15     | 11     |
| 9           | Yaron Chadad   | "Zodiak"                   | 21     | 9      |
| 10          | Irit Anavi     | "Hashed Hakatan Sheli"     | 35     | 5      |
| 11          | Shalva Berti   | "Mayim"                    | 36     | 4      |
| 12          | Eddie Grimberg | "Tel-Aviv Shota Le'chaim"  | 28     | 8      |

## In Malmö
In Zweden trad Israël als derde van 23 landen aan, na België en voor Turkije. Het land behaalde een 6de plaats, met 85 punten.
Men ontving ook 1 keer het maximum van de punten.
België en Nederland gaven respectievelijk 0 en 3 punten aan deze inzending.

### Gekregen punten

#### Finale
| 12 punten     | 10 punten                                   | 8 punten                | 7 punten                                 | 6 punten     |
| ------------- | ------------------------------------------- | ----------------------- | ---------------------------------------- | ------------ |
| - Joegoslavië | - Spanje                                    | - Frankrijk - Luxemburg | - Malta - Portugal - Verenigd Koninkrijk |              |
| 5 punten      | 4 punten                                    | 3 punten                | 2 punten                                 | 1 punt       |
|               | - Cyprus - Duitsland - Zweden - Zwitserland | - Nederland             | - Denemarken - Noorwegen - Turkije       | - Oostenrijk |

### Punten gegeven door Israël

#### Finale
Punten gegeven in de finale:
| 12 punten | Frankrijk           |
| 10 punten | Joegoslavië         |
| 8 punten  | Portugal            |
| 7 punten  | Griekenland         |
| 6 punten  | Denemarken          |
| 5 punten  | Nederland           |
| 4 punten  | IJsland             |
| 3 punten  | Cyprus              |
| 2 punten  | Verenigd Koninkrijk |
| 1 punt    | Finland             |

1973 · 1974 · 1975 · 1976 · 1977 · 1978 · 1979 · 1980 · 1981 · 1982 · 1983 · 1984 · 1985 · 1986 · 1987 · 1988 · 1989 · 1990 · 1991 · 1992 · 1993 · 1994 · 1995 · 1996-1997 · 1998 · 1999 · 2000 · 2001 · 2002 · 2003 · 2004 · 2005 · 2006 · 2007 · 2008 · 2009 · 2010 · 2011 · 2012 · 2013 · 2014 · 2015 · 2016 · 2017 · 2018 · 2019 · 2020 · 2021 · 2022 · 2023 · 2024 · 2025